# OpenCV
OpenCV är ett programvarubibliotek med rutiner inom datorseende och bildanalys. Det utvecklades ursprungligen av Intel och lanserades 1999. OpenCV är skrivet med öppen källkod i C och C++ av ett stort antal forskare runt om i världen. Det har kommit att bli en de facto-standard för programutveckling i datorseende. I oktober 2008 utkom en bok som dokumenterar hela biblioteket.
OpenCV är öppen källkod med BSD-licens. Biblioteket finns för flera plattformar som till exempel Linux, Windows, Mac OS Classic, Android med flera. I Windows finns vissa beroenden till DirectShow. OpenCV är ursprungligen skrivet i C, men har senare fått implementation och gränssnitt i C++ samt wrappers för andra programspråk som Python, C#, Ch, Java, och Ruby.
OpenCV innehåller metoder inom datorseende och bildanalys för till exempel ansiktsigenkänning, följa objekt, detektera rörelse, stereoseende, segmentering, robotik, struktur från rörelse, med mera. Som stöd för dessa metoder finns även ett antal maskininlärnings-algoritmer inom mestadels klassificering. Biblioteket är även en bra bas för att hantera bilder och video i allmänhet som till exempel bildvisning, spelare och liknande.